# Alejandro Sureda
Alexandre-Mathieu Sureda Chappron (Palma de Mallorca, 1815-Madrid, 1889), más conocido como Alejandro Sureda, fue un arquitecto español de la segunda mitad del siglo xix. Es considerado el «principal divulgador de los modelos arquitectónicos franceses entre la aristocracia española».

## Biografía
Familia
Su padre, Bartolomé Sureda y Miserol (1769-1850) fue nombrado director de la Real Fábrica de Porcelana del Buen Retiro por Carlos IV en 1804, y más tarde dirigiría la Real Fábrica de Paños de Guadalajara, la Real Fábrica de Loza de la Moncloa y la Real Fábrica de Cristales de La Granja (1822-29). 
Antes del nacimiento de Alejandro, tanto su padre, como su madre francesa, Thérèse Louise de Sureda, habían sido retratados por Goya (hacia 1804), recién casados, en agradecimiento por la ayuda prestada con las técnicas de grabado para los Caprichos.
Estudios
Entre 1836 y 1840, Alejandro estudió en el taller parisiense de Henri Labrouste.
Carrera en España

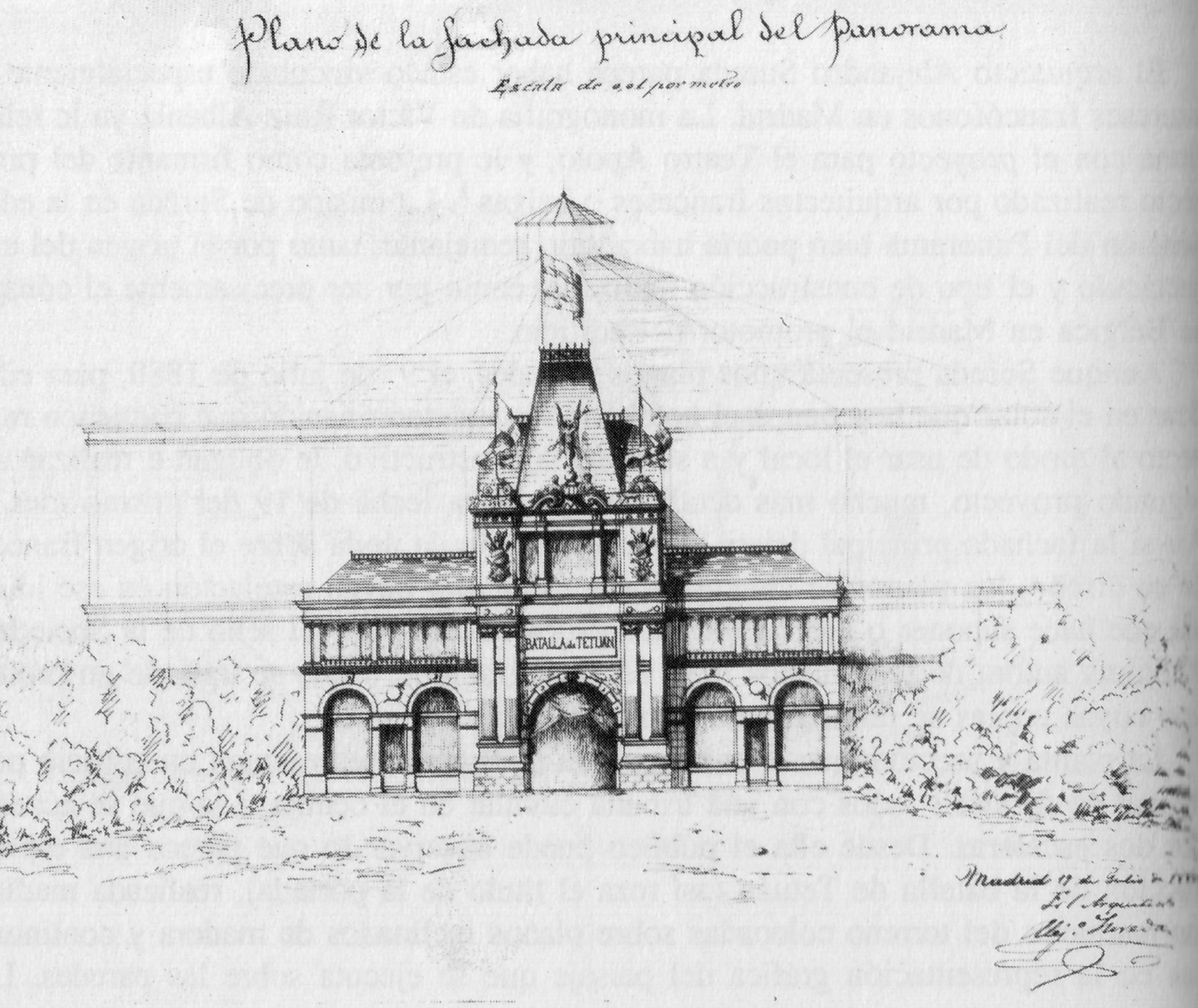
Dibujo de un proyecto de Sureda para un teatro en Madrid

A su regreso a España, en 1850 recibe el título de arquitecto español por la Academia de San Fernando. De 1851 a 1868, ocupó la plaza de segundo arquitecto de palacios y sitios reales hasta su cese tras la revolución (La Gloriosa). Entre 1871 y 1873, estaba asociado con las obras del Teatro Apolo de Madrid, y entre 1874 y 1884, fue el primer arquitecto en realizar reformas en el Museo del Prado, entre ellas, obras de acondicionamiento y reforma interior, como la subdivisión de las salas flamenca y española.
Entre 1857 y 1871, dirigió la restauración del castillo de Belmonte, Cuenca, para la emperatriz Eugenia de Montijo.
En 1883, comenzó la construcción del palacio del marqués de Cerralbo, Enrique de Aguilera y Gamboa, con aportaciones posteriores, como el templete-mirador, de 1891, proyectados por Luis Cabello Asó y su hijo, Luis Cabello Lapiedra. Más conocido como el museo Cerralbo, fue declarado Monumento Histórico Artístico en 1962.